# Halstenbek
Halstenbek – gmina w północnej części Niemiec, w kraju związkowym Szlezwik-Holsztyn, w powiecie Pinneberg, w zespole miejskim Hamburga.

## Współpraca
- Hartkirchen, Austria
- Lübz, Meklemburgia-Pomorze Przednie[1]